# 葉鳥ビスコ
葉鳥 ビスコ（はとり ビスコ、1975年8月30日 - ）は、日本の漫画家。埼玉県出身。血液型はAB型。
台湾や香港では“葉鳥螺子”の作者名で作品を出版している。

## 来歴
1999年、『LaLa DX』（白泉社）に掲載の「一瞬間のロマンス」でデビュー。その後『LaLa』にて「千年の雪」を連載。また、同作品の連載休止期間中に連載していた「桜蘭高校ホスト部」はアニメ化やテレビドラマ化、ゲーム化するほどの人気作品となった。

## 作品リスト
花とゆめコミックス
- 千年の雪（2001年 - 2014年[2]、LaLa・LaLaDX） - 全4巻
- 桜蘭高校ホスト部（2002年 - 2010年[3]、LaLa） - 全18巻
- でたらめ妄想力オペラ（2012年、LaLa） - 全1巻　※花とゆめコミックススペシャル
- プティトゥ・ペッシュ!（2013年[4] - 2015年、AneLaLa） - 全1巻
- ウラカタ!!（2014年[5] - 2018年[6]、LaLa） - 全7巻